# Scheidung auf amerikanisch (1934)
Scheidung auf amerikanisch, eventuell auch bekannt unter den Titeln Tanz mit mir! und Lustige Scheidung (Original: The Gay Divorcee), ist eine US-amerikanische Musicalverfilmung mit dem Tanzpaar Fred Astaire und Ginger Rogers aus dem Jahr 1934. Der Film wurde von RKO produziert.

## Handlung
Der Tänzer Guy Holden fährt mit seinem Freund, dem Rechtsanwalt Egbert Fitzgerald, von Paris nach London. Auf der Reise verliebt er sich in ein Mädchen, das ihn jedoch keines Blickes würdigt. In London angekommen, versucht er das Mädchen ausfindig zu machen, ohne zu ahnen, dass sie eine Klientin seines Freundes Egbert ist.  
Egbert ist ein langjähriger Freund und ehemaliger Verlobter von Hortense, der Tante des Mädchens Mimi Glossup. Von Hortense hat er den Auftrag, die Scheidung Mimis von ihrem Ehemann, einem sich ständig auf Reisen befindenden Geologen, zu erwirken. Egbert möchte dies mit Hilfe von Rodolfo Tonetti bewerkstelligen. Mimi soll an die See fahren und dort von ihrem Mann in flagranti mit dem auf solche Fälle spezialisierten Rodolfo erwischt werden. 
Egbert fährt ebenfalls gemeinsam mit Guy an die See und übernachtet in demselben Hotel. Guy sieht dort das Mädchen, das er so erfolglos in London gesucht hatte, wieder und nimmt mit ihr Kontakt auf. Mimi ist anfangs erfreut, nimmt im Laufe eines romantischen Abends aufgrund eines Missverständnisses jedoch an, dass Guy der gemietete Liebhaber sei. Als sie sich nachts treffen, ist sie deshalb viel kühler zu Guy, als dieser erwartet hat. Er kann den Irrtum schließlich aufklären, doch da kommt Tonetti in Mimis Hotelzimmer, fest entschlossen seine Aufgabe zu erledigen und erlaubt Mimi nicht mehr, das Zimmer zu verlassen. Mithilfe eines Tricks können sie ihm aber entwischen und verbringen einen gemeinsamen Tanzabend.
Am nächsten Tag, während Guy und Tonetti sich in Mimis Zimmer befinden, führt Egbert Mimis Ehemann ins Hotel. Der findet keinen Grund, sich von Mimi zu trennen, da er herrlich von dem Geld seiner reichen Ehefrau lebt, und „vergibt“ ihr. Erst als der Kellner des Hotels Mimis Ehemann als seinen ehemaligen Arbeitgeber erkennt und beweisen kann, dass dieser in Bigamie lebt, löst sich die Geschichte für das verliebte Paar Guy und Mimi zum Guten auf. Auch Hortense und Egbert heiraten.

## Hintergrund
Fred Astaire und Ginger Rogers hatten 1933 einen großen Erfolg als Tanzpaar in dem Film Flying Down to Rio (dt. Titel Carioca), allerdings waren ihre Parts nur Nebenrollen. Die Produktionsfirma RKO entschied sich deshalb, einen Film mit den beiden in den Hauptrollen zu produzieren. Astaire trat mit dem Musical Gay Divorce von Cole Porter bereits erfolgreich am Broadway auf und so entschied man sich, einen Film daraus zu machen. Cole Porter hatte zehn Lieder für das Bühnenmusical geschrieben. Letztlich blieb im Film jedoch nur noch der Hit Night and Day übrig, und Hollywoodkomponisten fügten ihre Musik hinzu. Der Filmtitel wurde von Divorce zu Divorcee geändert, da nach dem Production Code des Dachverbandes der amerikanischen Filmproduktionsfirmen eine Scheidung nicht, Geschiedene aber sehr wohl fröhlich sein konnten. Der spätere Hollywoodstar Betty Grable trägt im Duett mit Edward Everett Horton den Song Let’s K-nock K-neez vor.

## Musiknummern
- Don’t Let It Bother You (Harry Revel/Mack Gordon) – gesungen vom Chor, getanzt von Fred Astaire
- A Needle in a Haystack (Con Conrad/Herb Magidson) – gesungen und getanzt von Fred Astaire
- Let’s K-nock K-neez (Harry Revel/Mack Gordon) – gesungen und getanzt von Betty Grable und Edward Everett Horton
- Night and Day (Cole Porter) – gesungen von Fred Astaire; getanzt von Fred Astaire und Ginger Rogers
- The Continental (Con Conrad/Herb Magidson) – gesungen von Fred Astaire, Ginger Rogers, Erik Rhodes und Lillian Miles; getanzt von Fred Astaire und Ginger Rogers
- Reprise: The Continental – getanzt von Fred Astaire und Ginger Rogers

## Kritiken
„Hervorragend gespielt und getanzt, temporeich inszeniert und nicht zuletzt durch die komödiantischen Schlaglichter am Rande der Handlung einer der besten Filme des Traumduetts Astaire/Rogers.“

„Wie bei einem Astaire-Film zu erwarten, gibt es viele Musik- und Tanzszenen – zu viele, leider, denn die Story hätte auch eine Komödie problemlos getragen. Dagegen besteht die Schlussviertelstunde fast nur aus einer großen Revue-Nummer. Das mag für Astaire- und Tanz-Freunde recht interessant sein, der Rest des Publikums, der auf die „Auflösung“ wartet, eher gelangweilt zur Seite schauen dürfte.“

## Auszeichnungen
Der Film gewann für den Song The Continental von Con Conrad und Herb Magidson einen Oscar in der erstmals angebotenen Kategorie Bester Song. Außerdem wurde er in vier weiteren Kategorien nominiert: Bester Film, Bestes Szenenbild, Beste Musik und Bester Ton.